# آيت العربي (مولاي عيسى بن إدريس)
آيت العربي هي إحدى مشيخات المملكة المغربية، تتبع جغرافيا لإقليم أزيلال وإداريًا لمولاي عيسى بن إدريس. يقدر عدد سكانها بـ 4714 نسمة حسب الإحصاء الرسمي للسكان والسكنى لسنة 2004.